# Аут-Стак
Аут-Стак (англ. Out Stack) — небольшой необитаемый скалистый остров в 600 метрах к северу от острова Макл-Флагга в Шетландских островах, Шотландия.
Аут-Стак часто называют самой северной точкой Британских островов, к тому же по линии, проведённой между Северным полюсом и Аут-Стаком отсутствует какой-либо земельный массив.
Вместе с северной частью острова Анст и островом Макл-Флагга Аут Стек входит в национальный заповедник Херманесс.
С северным скалистым островом связана легенда о жене исследователя Арктики Джона Франклина. Она, якобы, высадилась на скале, для того чтобы быть ближе к исчезнувшему супругу, отправившемуся в свою последнюю экспедицию.

## Галерея

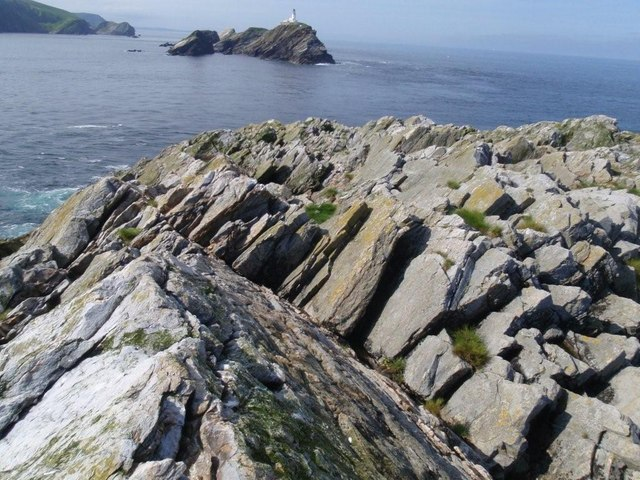
Вид на юго-запад с острова Аут-Стак
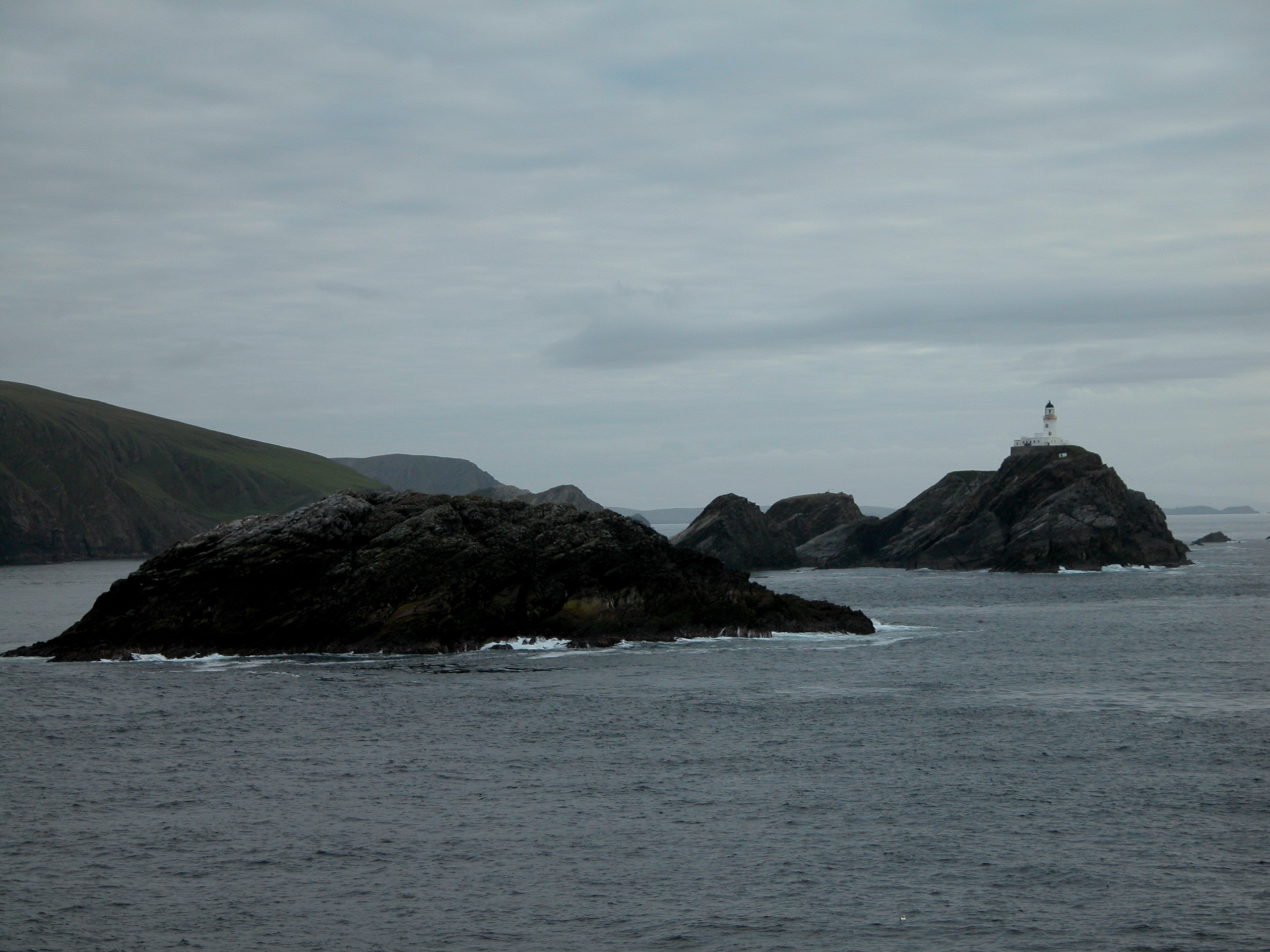
Аут-Стак и Макл-Флагга
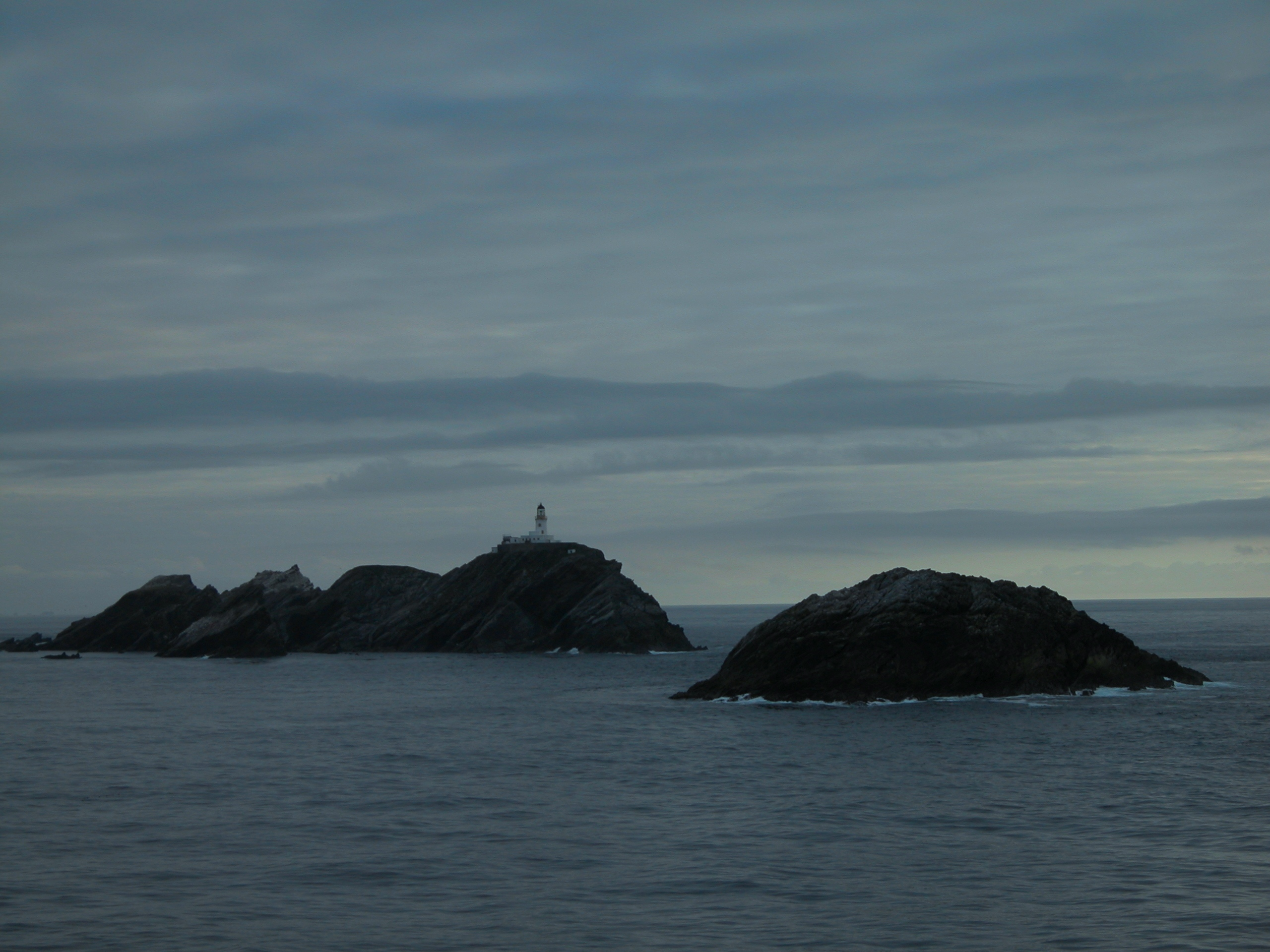
Аут-Стак и Макл-Флагга
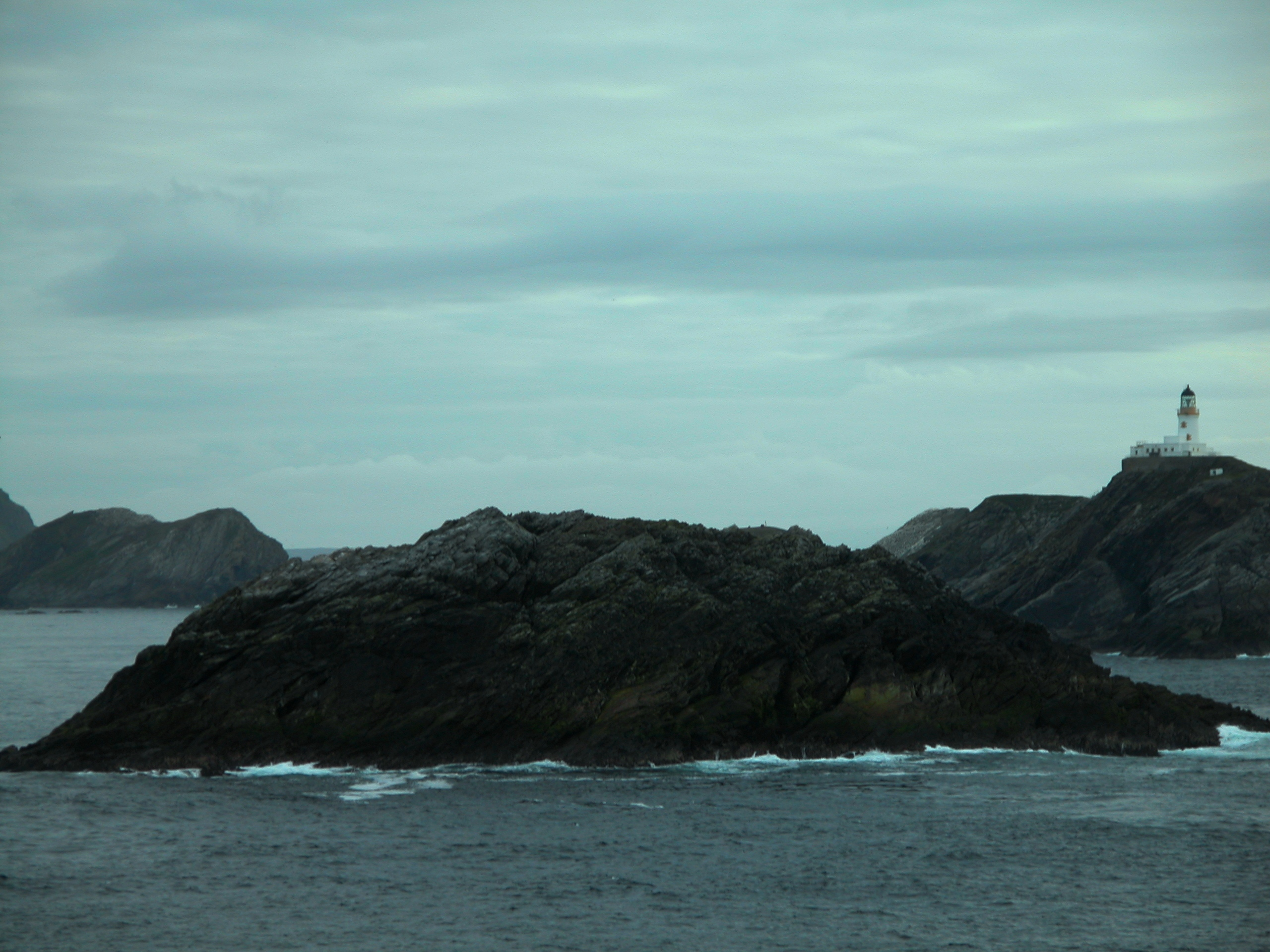
Аут-Стак